# Armand Couaillet
Armand Couaillet, né à Saint-Nicolas-d'Aliermont le 22 janvier 1865 et mort à Dieppe le 31 octobre 1954, est un horloger français. Autodidacte, il se forme dans l'entreprise Villon (future Bayard) de Saint-Nicolas d'Aliermont avant d'ouvrir en 1892 dans la même ville son propre atelier.

## Biographie

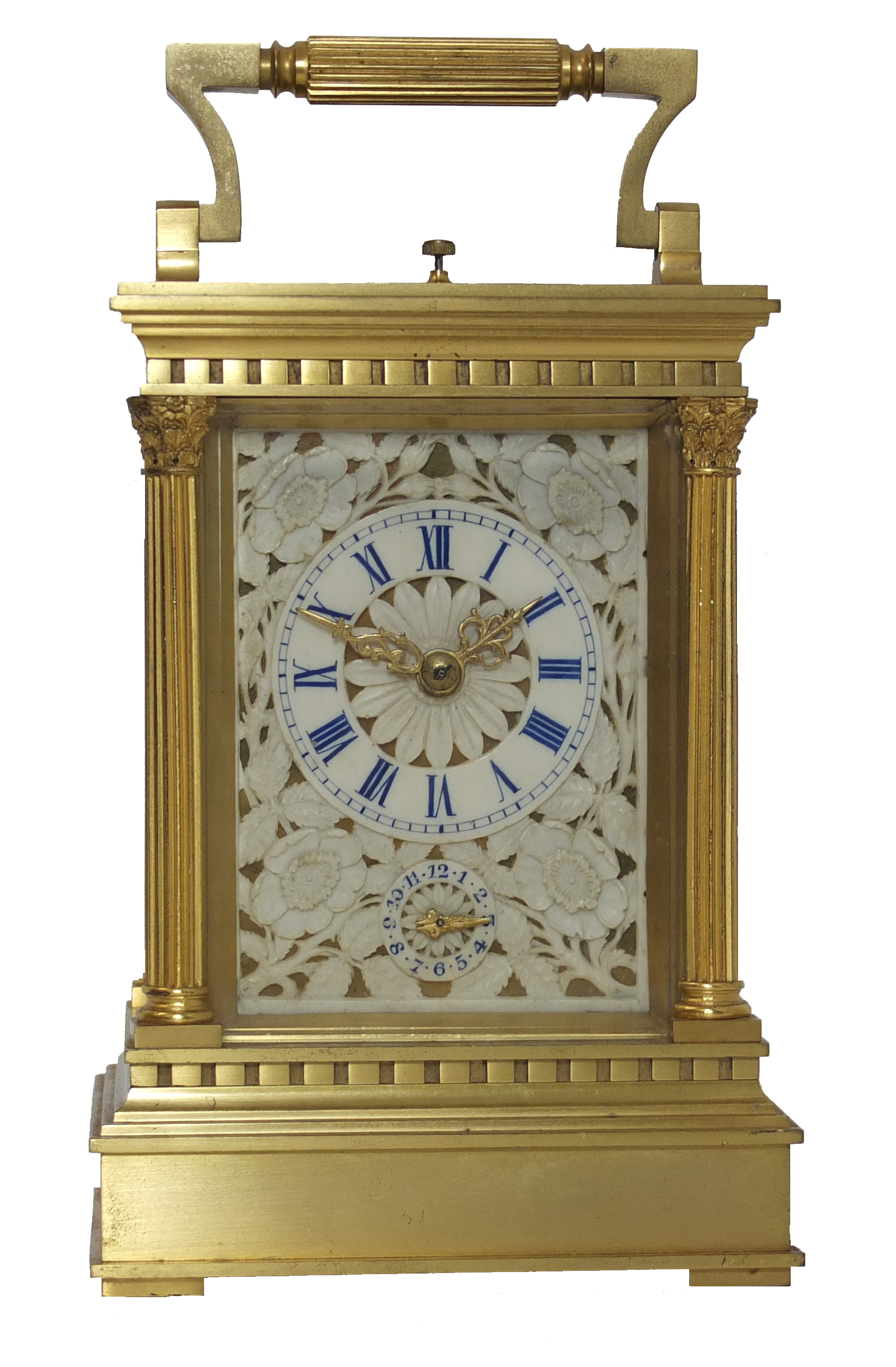
Pendule réalisée par Armand Couaillet 1946-1948 Cadran en ivoire dieppois, boîtier en bronze. Mécanisme à grande sonnerie. Collection du Musée de l'horlogerie de Saint-Nicolas d'Aliermont

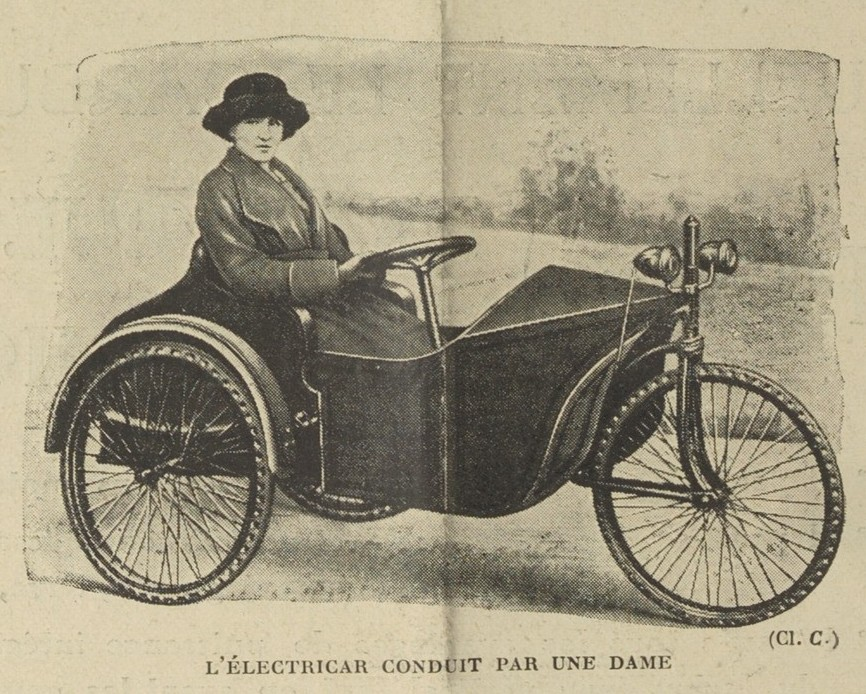
L'électricar (1920).

En 1903, Armand Couaillet s’associe à ses frères, Ernest et Henri et crée les établissements « Couaillet Frères ». Henri seconde Armand dans les affaires et Ernest dirige la fabrication. L’entreprise familiale est spécialisée dans les pendules de cheminée et les pendules de voyage. Elle fournit 3 à 4000 pièces par mois au début du XXe siècle. Les ateliers comptent alors près de 150 ouvriers.
À la suite d'un incendie dévastateur en 1912, l'entreprise Couaillet Frère achète les ateliers Delépine-Barrois, appartenant à l’origine à Honoré Pons.
Ils fabriquent de nombreuses variétés de  pendulettes de voyage, des pièces mécaniques pour l'armement (fusée d'obus), des télégraphes et développe une voiture électrique, « l'électricar ». qui sera fabriquée et vendue à quelques dizaines d'exemplaires sans grand succès.
Après la Première Guerre mondiale, il achète l’usine « La magicienne » à Saint-Ouen pour y produire des pièces pour l’aviation.

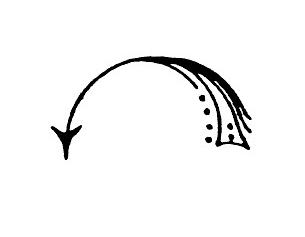
Estampille entreprise Couaillet, flèche évasée

À la suite d'un deuxième incendie en 1932, Armand Couaillet, avec quelques employés, remonte un atelier, « La mécanique horlogère », à l’emplacement des écuries du château Le Bréjal, sa propriété. Il y fabrique de nouveaux mouvements : un minuteur, un réveil SONNFOR, le SONOCTO ou réveil 24 heures qui sonne à la même heure tous les jours. Faute de pouvoir payer les annuités à la Propriété Industrielle, ces brevets tombent dans le domaine public.
Ses fils, petits-fils puis arrière-petits-fils continuent l'entreprise sous le nom de Couaillet-Maruanne-Quesnel à partir de 1955 et en 2011 sous le nom de Couaillet Usinage dans la ville de Rouxmesnil, à proximité de Dieppe.
Les collections historiques de pendulettes de voyages, habitacles de marine et télégraphes sont conservées au Musée de l'horlogerie de Saint-Nicolas d'Aliermont

## Marques et estampilles
La plupart des mouvements horlogers et mécaniques ne sont pas signés distinctement "Couaillet", ils sont néanmoins facilement reconnaissables par la présence au revers du mécanisme d'une flèche évasée comprenant quatre points à l'extérieur de la base de la flèche et deux à l'intérieur.

## Référence
1. ↑  Acte de naissance à Saint-Nicolas-d'Aliermont, n° 10, vue 8/108, avec mention marginale du décès à Dieppe en 1954.]
2. 1 2  « Quelques nouveautés intéressantes : Un véhicule démocratique mû par l’électricité », La pratique automobile et aéronautique, no 312,‎ 1er février 1920, p. 26 (lire en ligne). Gallica.